# Carina Nel
Carina Nel (* 4. Januar 1988 in Pretoria) ist eine südafrikanische Theater- und Filmschauspielerin.

## Leben
Nel studierte Schauspiel an der Technischen Universität Tshwane in Pretoria und schloss das Studium mit einem Bachelor with Honours ab.
Nach ihrem Studium tourte sie mit dem Programm What Walrus?  in Schulen in Pretoria und Umgebung. Sie spielte danach in vielen Theaterproduktionen des Regisseurs Quintin Wils und Autors Jannes Erasmus. Im Solo-Programm Suster spielte sie sieben verschiedene Persönlichkeiten.
Im Kinofilm Queen of Katwe über die ugandische Schachspielerin Phiona Mutesi, der 2016 in die Kinos kam, spielte Carina Nel die Rolle der kanadischen Schachspielerin Dina Kagramanov, gegen die Mutesi bei der Schacholympiade 2010 in Chanty-Mansijsk gespielt hatte.
In der Seifenoper Generations, die 1994 bis 2014 auf SABC 1 lief, spielte sie zweieinhalb Jahre die Rolle der Isabelle. Seit 2016 spielt sie in Doppelrolle die Ärztin Alexa Welman und die bösartige Amanda Lous in der südafrikanischen Seifenoper 7de Laan, die auf SABC 2 läuft. Für eine Kussszene von der hellhäutigen Carina Nel mit dem dunkelhäutigen Schauspieler Nicholas Nkuna in 7de Laan im Januar 2019 gab es viel Kritik in sozialen Medien.

## Filmografie (Auswahl)
- 2016: Queen of Katwe, Regie: Mira Nair
- seit 2016: 7de Laan (96 Folgen)

## Theaterrollen (Auswahl)
- Janna Lou in Sak en Pak. Regie: Ursula Foster
- Bernadette in Kop Onderstebo. Regie: Janel Jordaan